# پی‌وی‌پی سینما
پی‌وی‌پی سینما (انگلیسی: PVP Cinema) یک شرکت تولید فیلم هندی است که توسط پراساد وی. پوتلوری تأسیس گردید.

## تولید فیلم
| شماره | سال  | نام فیلم                                  | زبان        | نکات                                                       | مرجع.         |
| ----- | ---- | ----------------------------------------- | ----------- | ---------------------------------------------------------- | ------------- |
| ۱     | ۲۰۱۱ | مسیر شاه                                  | تامیل       |                                                            | [ ۱ ]         |
| ۲     | ۲۰۱۲ | مگس                                       | تامیل       | نسخه تامیل                                                 | [ ۲ ]         |
| ۳     | ۲۰۱۳ | غرور                                      | تلوگو       |                                                            | [ ۳ ]         |
| ۴     | ۲۰۱۳ | ویشواروپام                                | تامیل هندی  | مشارکت در تولید با راج کمال فیلمز اینترنشنال               | [ ۴ ] [ ۵ ]   |
| ۵     | ۲۰۱۳ | جهان دوم                                  | تامیل       |                                                            | [ ۶ ]         |
| ۶     | ۲۰۱۴ | برای آدم باهوش، یک نی علف هرز هم یک سلاحه | تامیل       |                                                            | [ ۷ ]         |
| ۷     | ۲۰۱۵ | واسو و ساراوانان با هم درس می‌خواندند      | تامیل       | مشارکت در تولید با شو پیپل                                 | [ ۸ ]         |
| ۸     | ۲۰۱۵ | سایز صفر                                  | تلوگو تامیل |                                                            | [ ۹ ] [ ۱۰ ]  |
| ۹     | ۲۰۱۶ | روزهای بنگلور                             | تامیل       |                                                            | [ ۱۱ ]        |
| ۱۰    | ۲۰۱۶ | لحظه                                      | تلوگو       | مشارکت در تولید با متینی انترتینمنت                        | [ ۱۲ ]        |
| ۱۱    | ۲۰۱۶ | نفس                                       | تلوگو تامیل |                                                            | [ ۱۳ ] [ ۱۴ ] |
| ۱۲    | ۲۰۱۶ | جشن بزرگ                                  | تلوگو       | مشارکت در تولید با جی. ماهش بابو انترتینمنت Pvt. Ltd       | [ ۱۵ ]        |
| ۱۳    | ۲۰۱۷ | حمله قاضی                                 | تلوگو هندی  | مشارکت در تولید با متینی انترتینمنت                        | [ ۱۶ ] [ ۱۷ ] |
| ۱۴    | ۲۰۱۷ | اتاق پادشاه ۲                             | تلوگو       |                                                            | [ ۱۸ ]        |
| ۱۵    | ۲۰۱۹ | حکیم بزرگ                                 | تلوگو       | مشارکت در تولید با سری ونکاتسوارا کریشنز و ویجایانتی موویز | [ ۱۹ ]        |
| ۱۶    | ۲۰۱۹ | چه کسی                                    | تلوگو       |                                                            | [ ۲۰ ]        |
| ۱۷    | ۲۰۲۲ | اوه خدای من                               | تلوگو       | مشارکت در تولید سری ونکاتسوارا کریشنز                      | [ ۲۱ ]        |